# Ванжилькынак
Ва́нжилькына́к (нар. южносельк. Ва́нҗэл кына́к — устье нельмовой реки) — исчезнувший посёлок в Каргасокском районе Томской области России. На момент упразднения входил в состав Среднетымского сельского поселения. Упразднён в 2004 году.

## География
Посёлок располагался на правом берегу реки Тым на 575-м км по фарватеру в месте впадения в неё реки Ванжиль, в 135 км (по прямой) к северо-востоку от поселка Напас.

## История
Исторический населённый пункт южных селькупов (группа чумэлкуп) — юрты Ванжилькынак / Вонжильганак / Вольжиганак / Вольджанак. В 1897 году здесь было 2 хозяйства — 6 человек жителей, все селькупы.
В 1946 году в посёлке организована метеостанция, а в 1948 году гидрологический пост на реке Тым, которые продолжают действовать и после упразднения посёлка.
С середины 1970-х годов основным населением посёлка являлись сотрудники метеостанции.
Постановлением Томской облдумы от 30 сентября 2004 года № 1488 посёлок Ванжилькынак исключён из учётных данных.

### Археология и устная история
Ва́нджылькыское древнее селение. Вверх по речке Ванджыль-кы, правому притоку Тыма, на устье которой расположена дер. Ванджыль-кын-ак (Ва́нҗыль кына́к эт), по преданию, жили раньше богатыри, от которых произошли местные чумэлкупы (чумыль-купы). Они жили на бору в землянках (чульма́т), от которых сохранились заплывшие ямы. Богатыри с Ванджыль-кы воевали с богатырями, жившими ниже их, по Лымбыль-кы.

## Население
| 1952 | 1959 | 1970 | 1977 | 1979 | 1989 | 2002 |
| ---- | ---- | ---- | ---- | ---- | ---- | ---- |
| 125  | ↘115 | ↘28  | ↘6   | ↗10  | ↘8   | ↘4   |

По данным переписи 2002 года в национальном составе посёлка русские составляли 100 % населения.